# 塔荣镇
29°26′9″N 90°9′32″E / 29.43583°N 90.15889°E
塔荣镇（藏語：དར་གྲོང་）是中国西藏自治区拉萨市尼木县下辖的一个镇。

## 行政区划
塔荣镇下辖：塔荣村、雪拉村、东松村、尚日村、巴古村、林岗村。